# Reunificarea Germaniei

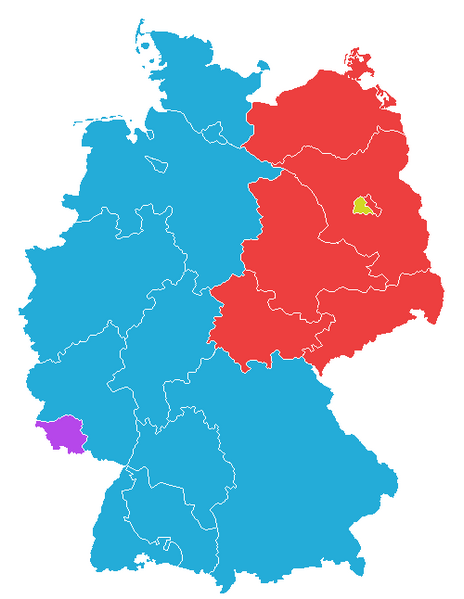
Dezmembrarea Germaniei în 1949. Viitoarea Germanie de Vest (albastru) consta din zonele de ocupație americană, britanică și franceză (fără Saarland în violet, care s-a realăturat Germaniei de Vest în urma unui referendum), iar cea de Est (roșu) era formată din zona sovietică de ocupație (cu excepția părții vestice a Berlinului, marcată în galben]).

Reunificarea Germaniei (în germană Die Deutsche Wiedervereinigung sau Die Deutsche Einheit) a fost un eveniment istoric respectiv geopolitic care a fost efectuat oficial la data de 3 octombrie 1990, când teritoriul fostei Republici Democrate Germane (RDG), proaspăt reorganizat în 5 landuri, a aderat la legile și constituția RFG-ului. Ca urmare, RDG-ul a dispărut ca entitate statală, alipindu-se oficial la Republica Federală Germania (RFG). Prin anul 1985, în RDG începuse o criză economică, socială și politică. Procesul, care a culminat cu această nouă unire, este denumit die Wende (i.e., „schimbarea direcției” din RDG).

## Desfășurare
Cancelarul Helmut Kohl și Wolfgang Schäuble, ministrul său federal de interne, arhitecții reunificării, au căzut de acord în noiembrie 1989 asupra unui plan de realizare a reunificării Germaniei pe parcursul unui an.
După primele (și ultimele) alegeri libere din RDG de la 18 martie 1990, negocierile între RDG și RFG au culminat cu un tratat de reunificare, iar negocierile între RDG, RFG și cele patru puteri care ocupaseră până atunci Germania au condus la așa-numitul „Tratat doi plus patru”, care a acordat suveranitate totală statului german reunificat (Republica Federală Germania). Înainte de asta, atât suveranitatea RFG-ului, cât și cea a RDG-ului se supuneau unui număr de limitări, datorate statutului lor de state sub ocupație militară de după Al Doilea Război Mondial. 
În limbajul curent, teritoriul fostei RDG, acum alipit la RFG, este denumit neue Bundesländer („noile landuri federale”) sau și Beitrittsgebiete („domenii care au aderat”), fiind vorba de cele 5 noi landuri care s-au înființat puțin înainte de reunificare în locul celor 14 regiuni administrative ale fostei RDG și anume: Mecklenburg - Pomerania Inferioară (Mecklenburg-Vorpommern), Brandenburg, Saxonia (Sachsen), Saxonia-Anhalt (Sachsen-Anhalt) și Turingia (Thüringen). Tot la reunificare, Berlinul de Est a fost alipit la capitala RFG-ului, orașul-stat Berlin (care până atunci cuprindea numai Berlinul de Vest). 
Întregul proces de reunificare a avut pașnic, loc fără vărsare de sânge.
Germania reunificată a rămas membră a Comunității Europene (care mai târziu a devenit Uniunea Europeană) și a NATO-ului.